# AlphaBat
Cette page contient des caractères spéciaux ou non latins. S’ils s’affichent mal (▯, ?, etc.), consultez la page d’aide Unicode.
AlphaBat (hangeul : 알파벳 ; stylisé AlphaBAT) est un boys band sud-coréen de K-pop, originaire de Séoul. Il est formé en 2013 sous le label coréen Simtong Entertainment.

## Histoire

### Origines (2012)
AlphaBat débute en 2012 en tant que duo (Kyumin et Selin) sous l'agence YUB Entertainment. Après avoir quitté l'agence, Kyumin quitte aussi le groupe alors que Selin continue en tant que membre d'AlphaBAT, le groupe passera par la suite d'un duo à un groupe de neuf membres sous l'agence Simtong Entertainment.

### Débuts (2013–2015)
Alors que leurs débuts se sont faits le 12 novembre 2013 au Simply Kpop sur Arirang, Simtong Entertainment préféère que le groupe tienne sa première performante « officielle » le 14 novembre 2013 au M! Countdown. AlphaBat sort son premier single AB City le 11 novembre, accompagné de son clip vidéo, qui lui, est mis en ligne le 15 novembre. Le 18 décembre 2013, les garçons sortent leur second single, Surprise Party. De plus, ce clip-vidéo était l'occasion de remercier les Alpha, nom confirmé des fans du groupe, pour leur soutien,,.
Le 12 février 2014, le groupe est annoncé très bientôt de retour, à la suite d'une photo teaser mise en ligne accompagnée d'un message qui dit : « 2014.02 Bientôt #AlphaBAT_Attention. » Ainsi, le 19 février 2014 un premier MV, Always est mis en ligne pour leur comeback, la chanson est un hommage du groupe envers ses fans. Leur retour se fait le 25 février 2014, avec la mise en ligne du MV de Ttanttara (Ddan Dda La) issu de leur premier EP, Attention. Le 22 août 2014, le groupe est de retour avec le MV de "Oh My Gosh !", le titre est issu de leur deuxième EP, Answer sorti le même jour. Le 15 octobre, une autre chanson de l'album est publiée, #A-Ya.

### Suites (depuis 2016)
Comme annoncé le 1er novembre 2016 sur la page Twitter d'AlphaBAT, le groupe est désormais passé du label coréen Simtong Entertainment au label japonais Jakol Corporation, après le départ de C:ode, D:elta, F:ie, I:ota, et l'arrivée de J:eta le 9 novembre. Ils joueront à cinq avec K:appa qui est révélé sur Twitter le 3 novembre. Un retour au Japon est fait le 2 décembre.

## Membres

### Membres actuels
- B:eta (Ji Ha-yong ; 지하용)[13]
- E:psilon (Yoo Yeong-jin ; 유영진)[13]
- G:amma (Kim Jun-su ; 김준수)[13]
- K:appa (Lee Yong-hun ; 이용훈)
- L:ambda (Lee Yeon Wu ; 이연우

### Anciens membres
- C:ode (Kim Sang-hun ; 김상훈)[13]
- D:elta (Choi Yeon-soo ; 최연수)[13]
- F:ie (Lee San-ha ; 이산하)[13]
- H:eta (Seol Jun ; 설준)[13]
- I:ota (Shin Se-lin ; 신세린)[13]
- J:eta (Kim Su-yeob ; 김수엽)[13]

## Discographie
| Titre     | Détails | Meilleures positions | Meilleures positions | Ventes                |
| Titre     | Détails | Gaon Weekly,         | Gaon Monthly         | Ventes                |
| --------- | --- | -------------------- | -------------------- | --------------------- |
| Attention | - Date de sortie : 25 février 2014 - Label : Simtong Entertainment - Formats : CD, téléchargement numérique | 20                   | 42                   | - COR : plus de 2 688 |
| Answer    | - Date de sortie : 22 août 2014 - Label : Simtong Entertainment - Formats : CD, téléchargement numérique    | 23                   | 46                   | - COR : plus de 2 328 |

## Distinctions
| Année | Titre                                | Catégorie          | Travail nommé | Résultat |
| ----- | ------------------------------------ | ------------------ | ------------- | -------- |
| 2014  | 22nd KCEA Awards                     | Rookie of the year | AlphaBAT      | Lauréat  |
| 2014  | 9th Korea Social Contribution Awards | Ambassador Award   | AlphaBAT      | Lauréat  |